# Ла Плата (окръг)
Окръг Ла Плата (на английски: La Plata County) е окръг в щата Колорадо, Съединени американски щати. Площта му е 4403 km², а населението – 55 589 души (2017). Административен център е град Дуранго.